# Principato d'Iberia
Principato d'Iberia (in georgiano იბერიის სამთავრო?, Iberiis Samtavro) è la denominazione convenzionalmente utilizzata per indicare un regime politico aristocratico esistito in Georgia nell'Alto Medioevo.
Quest'entità statale fiorì nel periodo d'interregno tra il VI ed il IX secolo, quando l'autorità politica preminente fu esercitata da una successione di principi. Il Principato fu istituito poco dopo la soppressione della dinastia cosroide del Regno di Iberia ad opera della Persia sasanide, attorno al 580. Il principato sopravvisse praticamente fino all'888, quando la sovranità regale fu ripristinata da un membro della dinastia dei Bagration, Adarnase IV. Lo Stato era situato nel cuore di quella che attualmente è la Georgia centro-orientale, nota come Cartalia (Kartli) ai locali e come Iberia agli autori classici e bizantini. I suoi confini fluttuarono ampiamente, dal momento che i principi d'Iberia furono spesso impegnati a confrontarsi con persiani, bizantini, khazari, arabi e vicini governanti caucasici.
L'era del Principato rappresentò un periodo cruciale nella storia della Georgia. Durante tale fase storica, infatti, si assistette al consolidamento definitivo della Chiesa georgiana, alla prima fioritura di una tradizione letteraria in lingua locale, all'ascesa della dinastia bagratide ed all'avvio dell'unificazione culturale e politica di varie entità feudali, destinate a mescolarsi nel Regno di Georgia.

## Storia
Quando il re d'Iberia Bacurio III morì nel 580, il governo sasanide della Persia afferrò l'occasione per abolire la monarchia iberiana. I nobili locali accettarono questo cambiamento senza resistenza, mentre gli eredi della casa reale si ritirarono presso le loro fortezze di montagna - il principale ramo cosroide in Cachezia e la branca più giovane dei guaramidi in Klarjeti e Giavachezia. Tuttavia, il controllo diretto dei sasanidi provocò una gravosa tassazione ed un'energica promozione dello zoroastrismo in un paese largamente cristiano.
Quando l'imperatore bizantino Maurizio si imbarcò in una campagna militare contro la Persia nel 582, i nobili georgiani gli chiesero di aiutarli a restaurare la monarchia. Maurizio rispose e, nel 588, promosse il suo protetto, Guaram I, come nuovo governante d'Iberia. Ciononostante, Guaram non fu incoronato come re, ma riconosciuto solo come principe e investito del titolo bizantino di curopalate. Il trattato bizantino-sasanide del 591 confermò questo nuovo assetto, ma lasciò l'Iberia divisa in due distinte sfere d'influenza.
In sostanza, l'istituzione del Principato segnò l'ascendenza dell'aristocrazia dinastica in Iberia e rappresentò una soluzione di compromesso tra i bizantini ed i sasanidi, rivali per il controllo del Caucaso. I principi d'Iberia, come autorità politica preminente, dovevano essere confermati ed approvati dalla corte di Costantinopoli. Nelle fonti georgiane essi sono variamente titolati (eristavt-mtavari, eris-mtavari, eristavt'-eristavi o semplicemente eristavi). A molti di loro furono inoltre conferiti vari titoli romano-bizantini. Per esempio, otto dei quattordici principi ebbero la dignità di curopalate, uno dei più alti titoli dell'Impero bizantino. Attraverso l'offerta di protezione al Principato d'Iberia, gli imperatori bizantini spinsero ai margini l'influenza della Persia e dell'Islam nel Caucaso. Ciononostante, i principi d'Iberia non furono sempre coerenti nella loro linea pro-bizantina e, per ragioni di vantaggio personale o opportunità politica, a volte riconobbero la signoria delle potenze regionali rivali.
Il successore di Guaram, il principe Stefano, riorientò la sua politica verso la Persia allo scopo di poter riunire l'Iberia divisa, ma ciò gli costò la vita quando l'imperatore bizantino Eraclio I attaccò Tbilisi nel 626. Eraclio installò come principe Adarnase I, un membro della più pro-bizantina casata cosroide, la quale, ciò nondimeno, fu costretta a riconoscere la signoria del Califfato umayyade verso il 640 per poi rivoltarsi, senza successo, contro l'egemonia araba nel 681-682. Spossessati del Principato, i cosroidi si ritirano nel loro appannaggio in Cachezia, da dove governarono come principi della regione finché la famiglia si estinse all'inizio del IX secolo.
Dopo la fallita rivolta cosroide, i guaramidi tornarono al potere e fronteggiarono il difficile compito di destreggiarsi tra i bizantini e gli arabi. Questi ultimi, preoccupati principalmente di mantenere il controllo delle città e delle rotte commerciali, privarono i principi d'Iberia del governo di Tbilisi, dove era già stato installato un emirato nel 736. Le dinastie d'Iberia governarono da Uplistsikhe, da dove esercitavano solo una limitata autorità sui signori locali, i quali, trincerati nei loro castelli di montagna, riuscirono a conservare un certo grado di libertà dagli arabi. I guaramidi furono brevemente sostituiti dai nersianidi tra il 748 ed il 779/780 e si estinsero definitivamente nel 786. Nello stesso anno si assistette ad una ribellione dei nobili georgiani repressa nel sangue dal wali del Caucaso, Khuzayma ibn Khazim. Fu ucciso anche il principe Archil di Cachezia, reo di avere rifiutato di convertirsi all'Islam.
L'estinzione dei guaramidi e dei cosroidi consentì ai loro energici cugini, i Bagration, nella persona di Ashot I, di guadagnare la loro eredità in diverse parti dell'Iberia. Ashot I ricevette il riconoscimento sia del califfo che dei bizantini, i quali gli conferirono il titolo ufficiale di curopalate. Avendo accettato la protezione bizantina, i bagratidi, dalla loro base nella regione di Tao-Klarjeti, presiedettero nel periodo di rinascita culturale e di espansione territoriale. Quindi, allo scopo di affermare la propria autorità, essi poterono contare sia sull'intervento bizantino che sui dissensi tra gli arabi. Nell'888 Adarnase IV, uscito vittorioso da una lunga lotta dinastica, restaurò l'autorità regale assumendo il titolo di "Re dei kartveli" (o "Re dei georgiani").

## Principi d'Iberia

### Guaramidi, Cosroidi, Nersianidi
- Guaram I (გუარამ I, Guaram I), (588-590)
- Stefano I (სტეფანოზ I, Stepanoz I), (590-627)
- Adarnase I (ადარნასე I, Adarnase I), (627-637/642)
- Stefano II (სტეფანოზ II, Stepanoz II), (637/642-650)
- Adarnase II (ადარნასე II, Adarnase II), (650-684)

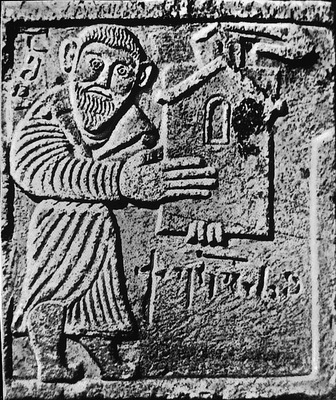
Ashot I (813–830)

- Guaram II (გუარამ II, Guaram II), (684-693)
- Guaram III (გუარამ III, Guaram III), (693-748)
- Adarnase III (ადარნასე III, Adarnase III), (748-760)
- Nerse (ნერსე, Nerse), (760–772, 775–779/780)
- Stefano III (სტეფანოზ III, Stepanoz III), (779/780–786)

### Bagratidi
- Ashot I (აშოტ I, Ashot I), (813–830) - Principe di Cartalia
- Bagrat I (ბაგრატ I, Bagrat I), (842/843–876) - Principe di Cartalia
- Davide I (დავით I, Davit I), (876–881) - Principe di Cartalia
- Gurgen I (გურგენ I, Gurgen I), (881–891) - Principe di Cartalia
- Adarnase IV (ადარნასე IV, Adarnase IV), (888/891–923) - Re dei kartveli
- Davide II (დავით II, Davit II), (923–937) - Re dei kartveli
- Sumbat I (სუმბატ I, Sumbat I), (937–958) - Re dei kartveli
- Bagrat II (ბაგრატ II, Bagrat II), (958–994) - Re dei kartveli
- Gurgen II (გურგენ II, Gurgen II), (994–1008) - Re dei kartveli